# لاک‌پشت‌های نینجا جهش یافته: انتقام شردر
لاک‌پشت‌های نینجا جهش یافته: انتقام شردر (انگلیسی: Teenage Mutant Ninja Turtles: Shredder's Revenge) یک بازی بیت ام آپ ساخته شده توسط تریبوت گیمز می باشد که در سال ۲۰۲۲ برای مایکروسافت ویندوز، نینتندو سوئیچ، پلی‌استیشن ۴، پلی‌استیشن ۵ و ایکس‌باکس وان منتشر شد. این بازی برگرفته از نسخه پویانمایی سال ۱۹۸۷ می باشد.
نسخه اندروید و آی‌اواس در اوایل 2023 توسط نتفلیکس منتشر شد.